# Gregorijanski napjev
Gregorijanski napjev odnosno gregorijanski koral jest jednoglasno srednjovjekovno liturgijsko pjevanje Katoličke Crkve na latinskom jeziku.
Gregorijanski napjev predstavlja pjevanu riječ Božju. Kao sastavni dio liturgijskog djelovanja sadrži bogatu glazbenu baštinu kršćanske crkve od njenog začetka, tijekom srednjeg vijeka do pojave višeglasnog pjevanja. 
Ime je dobio po Grguru Velikom, koji je bio papa između 590. i 604. 
Ovaj stari sakralni oblik glazbe je važnim je dijelom liturgijske glazbe. Ovo je jednoglasno i nepromjenjivo crkveno pjevanje. Zbirku takvih misnih napjeva sastavio je i pročistio u suradnji sa svojim benediktincima u knjigu Antifonarij papa Grgur I., te ga možemo nazvati reformatorom liturgijske glazbe. Iz Rima se takvo pjevanje proširilo po cijelom kršćanskom svijetu, čemu je pomogao i Karlo Veliki.
Po novim je spoznajama gregorijansko pjevanje zapravo nastalo u Franačkoj (današnja Francuska) prema moralnom uzoru rimske Crkve. U samom se Rimu u to doba pjevalo starorimsko pjevanje koje je drugačije od gregorijanskog.

## Vanjske poveznice
- Hrvatsko društvo crkvenih glazbenika Gregorijansko pjevanje
- KBF Zagreb  Arhivirana inačica izvorne stranice od 11. ožujka 2012. (Wayback Machine) Nastavni program - Institut za Crkvenu glazbu "Albe Vidaković"
- Križ života  Arhivirana inačica izvorne stranice od 7. ožujka 2012. (Wayback Machine) Josip degl' Ivellio: Gregorijanski koral
- Katolici na internetu  Arhivirana inačica izvorne stranice od 2. siječnja 2011. (Wayback Machine) Čista i vječna melodija
- Arhiva gregorianskih napjeva  Arhivirana inačica izvorne stranice od 18. svibnja 2012. (Wayback Machine)
- GLOBAL CHANT DATABASE: Index of Gregorian Chant - baza podataka s preko 20.000 melodija